# Cumberland (Wisconsin)
Cumberland ist eine Kleinstadt (mit dem Status „City“) im Barron County im US-amerikanischen Bundesstaat Wisconsin. Im Jahr 2010 hatte Cumberland 2170 Einwohner.

## Geografie
Cumberland liegt im Nordwesten Wisconsins am südöstlichen Ufer des Beaver Dam Lake. Die geografischen Koordinaten von Cumberland sind 45°31′56″ nördlicher Breite und 92°01′10″ westlicher Länge. Das Stadtgebiet erstreckt sich über eine Fläche von 10,46 km², die sich auf 8,94 km² Land- und 1,52 km² Wasserfläche verteilen.
Benachbarte Orte von Cumberland sind Rice Lake (23,3 km östlich), Barron (26,6 km südöstlich), Almena (13,8 km südlich) und Turtle Lake (20,1 km südwestlich).
Die nächstgelegenen größeren Städte sind Duluth am Oberen See in Minnesota (156 km nördlich), Green Bay am Michigansee (395 km ostsüdöstlich), Eau Claire (114 km südöstlich), Rochester in Minnesota (213 km südsüdwestlich) und Minnesotas größte Stadt Minneapolis (142 km südwestlich).
Die Grenze zu Kanada befindet sich 416 km nördlich.

## Verkehr
Der U.S. Highway 53 verläuft in Nord-Süd-Richtung als Hauptstraße durch Cumberland und kreuzt hier den State Trunk Highway 48. Alle weiteren Straßen sind untergeordnete Landstraßen, teils unbefestigte Fahrwege oder innerörtliche Verbindungsstraßen.
Mit dem Cumberland Municipal Airport befindet sich 5,4 km südöstlich ein kleiner Flugplatz. Der nächstgelegene Großflughafen ist der Minneapolis-Saint Paul International Airport (149 km südwestlich).

## Bevölkerung
Nach der Volkszählung im Jahr 2010 lebten in Cumberland 2170 Menschen in 994 Haushalten. Die Bevölkerungsdichte betrug 242,7 Einwohner pro Quadratkilometer. In den 994 Haushalten lebten statistisch je 2,14 Personen.
Ethnisch betrachtet setzte sich die Bevölkerung zusammen aus 95,9 Prozent Weißen, 0,5 Prozent Afroamerikanern, 1,4 Prozent amerikanischen Ureinwohnern sowie 0,4 Prozent aus anderen ethnischen Gruppen; 1,7 Prozent stammten von zwei oder mehr Ethnien ab. Unabhängig von der ethnischen Zugehörigkeit waren 2,5 Prozent der Bevölkerung spanischer oder lateinamerikanischer Abstammung.
20,8 Prozent der Bevölkerung waren unter 18 Jahre alt, 54,3 Prozent waren zwischen 18 und 64 und 24,9 Prozent waren 65 Jahre oder älter. 53,7 Prozent der Bevölkerung war weiblich.

Das mittlere jährliche Einkommen eines Haushalts lag bei 38.929 USD. Das Pro-Kopf-Einkommen betrug 20.338 USD. 19,5 Prozent der Einwohner lebten unterhalb der Armutsgrenze.

## Bekannte Bewohner
- Sidney Boyden (1900–1993) – Unternehmer – geboren in Cumberland
- John Peterson (* 1948) – Ringer (Bruder von Benjamin Peterson) – geboren in Cumberland[4]
- Benjamin Peterson (* 1950) – Ringer (Bruder von John Peterson) – geboren in Cumberland[5]
- Don Clark (1915–1999) – Eishockeyfunktionär – starb in Cumberland